# بازگشت (مجموعه تلویزیونی)
بازگشت (کره‌ای: 리턴; لاتین‌نویسی اصلاح‌شده: Riteon) یک مجموعهٔ تلویزیونی کره جنوبی سال ۲۰۱۸ است. این مجموعه از ۱۷ ژانویه تا ۲۲ مارس ۲۰۱۸، روزهای چهارشنبه و پنجشنبه ساعت ۲۲:۰۰ (کی‌اس‌تی) از اس‌بی‌اس پخش شد.

## بازیگران

### اصلی
- گو هیون-جونگ/پارک جین هی در نقش چوی جا هه[۵]

وکیلی که هم‌اکنون مجری یک برنامه تلویزیونی حقوقی با نام «بازگشت» است.
- لی جین-ووک در نقش دوک‌گو یونگ

یک کارآگاه تندمزاج.
- شین سونگ-روک در نقش اوه ته سوک

مدیر عامل موفق یک شرکت آی‌تی.
- بونگ ته گیو در نقش کیم هاک بوم

یک استاد الهیات در بنیاد میونگ‌سونگ.
- پارک کی وونگ در نقش کانگ این هو

مدیر ارشد اجرایی ته‌ها کورپوریشن.
- جونگ اون-چه در نقش گوم نا را[۷]

زن این هو و یک وکیل سابق.
- یون جونگ هون در نقش سو جون هی

یک پزشک و یکی از همکاران ته سوک، هاک بوم و این هو.

## تولید
اولین جلسه فیلم‌نامه خوانی در ۱۵ نوامبر ۲۰۱۷ انجام شد.

### جنجال
در ۷ فوریه ۲۰۱۸، گزارش شد که در روز پنجم فیلم‌برداری، مشاجره بزرگی بین بازیگر نقش اول زن، گو هیون-جونگ و کارگردان جو دونگ مین وجود داشت. روز بعد، آژانس بازیگر گو هیون-جونگ به صورت رسمی اعلام کرد که این بازیگر به دلیل اختلافات سازش‌ناپذیر با تیم کارگردانی در مورد فرایند تولید، تیم را ترک خواهد کرد.
بعداً بازیگر پارک جین هی جایگزین گو هیون-جونگ برای نقش چوی جا هه شد. پارک در ۱۳ فوریه فیلم‌برداری را آغاز کرد و نخستین حضورش از قسمت شانزدهم بود.